# Stenosmylus stenopterus
Stenosmylus stenopterus là một loài côn trùng trong họ Osmylidae thuộc bộ Neuroptera. Loài này được McLachlan miêu tả năm 1867.